# Даїнцзян III
ГЕС Даїнцзян III (кит.: 大盈江三级水电站) — гідроелектростанція на півдні Китаю у провінції Юньнань. Знаходячись між ГЕС Dayingjiang II та ГЕС Dayingjiang IV, входить до складу каскаду на річці Daying, лівій притоці Іраваді (одна з найбільших річок Південно-Східної Азії, що протікає майже виключно у М'янмі і впадає кількома рукавами до Андаманського моря та Бенгальської затоки).
У межах проекту річку перекрили бетонною греблею висотою 40 метрів, довжиною 150 метрів та товщиною по гребеню 5 метрів. Утримуване нею невелике водосховище довжиною 0,8 км має об'єм 1,26 млн м3 (корисний об'єм 1,13 млн м3) та припустиме коливання рівня між позначками 680 та 692 метри НРМ (у випадку повені до 693,6 метра НРМ).
Гребля дозволяє відвести воду до прокладеного під правобережним масивом дериваційного тунелю довжиною біля 3,5 км, який на завершальному етапі зв'язаний з двома вирівнювальними резервуарами шахтного типу.
Основне обладнання станції становлять введені двома чергами чотири турбіни потужністю по 49 МВт, які використовують різницю висот між верхнім та нижнім б'єфом у 107 метрів.